# Abația Vérteskeresztúr
Abația Vérteskeresztúr sau Vértesszentkereszt (în maghiară Vértesszentkereszti apátság) este o veche mănăstire, rând pe rând, benedictină, cisterciană, din nou benedictină și, în sfârșit, dominicană. A fost fondată în secolul al XII-lea și situată în Ungaria. În 1543 a fost parțial distrusă de otomani.

## Istorie

### Prima perioadă benedictină
Data primei fondări nu este cunoscută precis, însă prezența călugărilor benedictini este atestată în 1146 sub numele de Fulco hospes.

### Perioada cisterciană
În 1214, în epoca de aur a ordinului cistercian, abația s-a plasat ca filie a Mănăstirii Igriș (azi în județul Timiș, România). Prezența cisterciană a durat circa un secol și corespunde apogeului abației.

### Perioada dominicană
În 1478 regele Matia Corvin i-a chemat pe dominicani să repopuleze abația, ale cărei venituri nu permiteau decât subzistența a doi călugări. 

### Sfârșitul abației
În 1543 abația a fost ocupată și parțial distrusă de otomani, după ce călugării fugiseră. 
În secolele al XX-lea și XXI-lea, începând din 1964 și mai ales din anii 1980, lucrări de restaurare ale construcțiilor medievale sunt în curs.